# 豐臣秀次
豐臣秀次（日语：〔〕／ Toyotomi (no) Hidetsugu，1568年—1595年8月20日）是日本戰國時代至安土桃山時代的武將、大名、關白，是豐臣秀吉的外甥，豐臣政權的第二代家督。天正十九年（1591年)，立為關白及豐臣家家督。文祿二年（1593年），秀吉的親生子秀賴誕生，四年（1595年），秀次被控謀反，秀吉命其剃髮出家，但仍在劫難逃，七日後賜死，隨即滅族，斬殺一家三十九人。家臣被整肅，木村重茲、前野長康、服部一忠等皆賜死，遺臣多數轉仕於石田三成、前田利家、德川家康等人。

## 生平

### 少年時期
永祿十一年（1568年）於尾張國出生，父親是三好吉房（當時的名稱是木下彌助），母親是豐臣秀吉的姐姐智子。織田信長進攻淺井長政之際，成為其家臣宮部繼潤的養子，淺井氏滅亡後返回。後信長開始進攻四國，秀吉為了加強對四國的影響力，又令秀次成為阿波國三好康長的養子，此時名為三好信吉。
天正十年（1582年）六月，信長死於本能寺之變，秀吉為確立信長後繼者的地位，因為是少數與秀吉有血緣關係的人而被重用。天正十一年（1583年），參與賤岳之戰並立下戰功。天正十二年（1584年），參與小牧長久手之戰，此時為了突入三河國而成為別動隊的總指揮，卻反而受到德川軍奇襲而惨敗，失去岳父池田恒興和森長可等人，幾乎性命不保地敗走。因此遭到秀吉叱責。在這段時期改名為羽柴秀次。

### 秀吉的後繼者
天正十三年（1585年），在紀州征伐中，與羽柴秀長一同攻陷千石堀城，在四國征伐中亦以副將身分率領3萬兵力立下軍功，因此被賜予近江國蒲生郡八幡山城（現今近江八幡市）43萬石（其中23萬石被分給宿老中村一氏、山内一豐與堀尾吉晴等人）。統治期間發布善政，在近江八幡留下「裁決爭水之像」（水争い裁きの像）等逸話，一說此為田中吉政等家臣的功績，但是亦可能是因為批評父親三好吉房等而令人持有主觀的說法，事實上應該是受到吉政等人的輔佐並漸漸能重用他們。在天正十四年（1586年）十一月，受秀吉下賜豐臣姓。
在九州征伐時留守京都。天正十八年（1590年），參與小田原征伐，在攻撃山中城時擔任大將，半日內即攻陷城池，戰後被賜予因為拒絕移封而遭到改易的織田信雄的舊領尾張國、伊勢國北部5郡等合共100萬石。天正二十年（1592年）在「御家中人數備之次第」記錄了家臣團的構成，留下了御馬廻左備（屬於牧主馬等）等組織名的記錄。在同書記下了御馬廻右備219人的組頭大場土佐、御後備188人的組頭舞兵庫的名字。
在天正十九年（1591年）向奧州出兵，在鎮壓葛西大崎一揆和九戶政實之亂中立下戰功。八月，秀吉的嫡男鶴松夭折。秀吉鑒於龐大家業卻無後嗣，秀次在十一月成為秀吉的養子，十二月就任關白及豐臣家家督。就任關白的秀次居住在聚樂第執行政務，秀吉則移居新築的伏見城。不過秀吉並沒有讓出全部權力，於是變成二元政治，秀次此時多替專注於進攻朝鮮的秀吉施行內政。
文祿二年（1593年），秀吉的兒子秀賴誕生，作爲外甥的秀次漸漸被秀吉疏遠。秀吉以前田利家為仲介，令秀賴與秀次的女兒訂下婚約，雙方約定把日本的五分之四分給秀次以及五分之一分給秀賴等，互相試探和讓歩。

## 秀次之死
文祿四年（1595年）六月，秀次被太閣秀吉懷疑企圖謀反。七月三日，秀吉遣石田三成、前田玄以、增田長盛等3名奉行，與宮部繼潤、富田一白（奉行代行）合計5人探訪居於聚樂第的秀次，催促秀次前往高野山。七月八日，秀次為了解釋謀反一事，前往養父秀吉居住的伏見城，不過被福島正則等人所阻而不能與秀吉見面，於是在同日前往高野山並出家，改法名為道意。在七天後的七月十五日，福島正則、池田秀氏、福原長堯前來宣達切腹命令，同日秀次在雀部重政的介錯下切腹，之後重政和東福寺僧人玄隆西堂亦切腹。秀次和同日切腹的相關人物的遺體被葬在青巖寺，其後首級被秀吉梟首，置於京都三條河原示眾（今三條大橋）。
此後的八月二日（9月5日），秀次一族被族诛，在秀次的首塚前，遺兒（4男1女）及側室、侍女等一共39人被處刑。進行了大約5小時的處刑後，遺體被送到一箇所埋葬，這個埋葬地放置了放著秀次首級的石櫃。此後秀次一族的埋葬地直到慶長十六年（1611年），在豪商角倉了以再建以前就一直沒有人理會（被稱為畜生塚）。此外與秀次有關連的大名亦遭到監禁，聚樂第亦被破壞。
不過秀次的妻子兒女並不是全部都被殺掉，十丸的祖母北野松梅院就被免死。在直系親族中，與淡輪徹齋的女兒小督局所生的女兒阿菊，為親戚後藤興義收養，後來成為真田信繁側室的隆清院與其胞姊、後來嫁到梅小路家的女兒也都逃過此難。
辭世句是。

### 肅清的理由
關於秀次被肅清的理由有諸多説法，沒有定論：

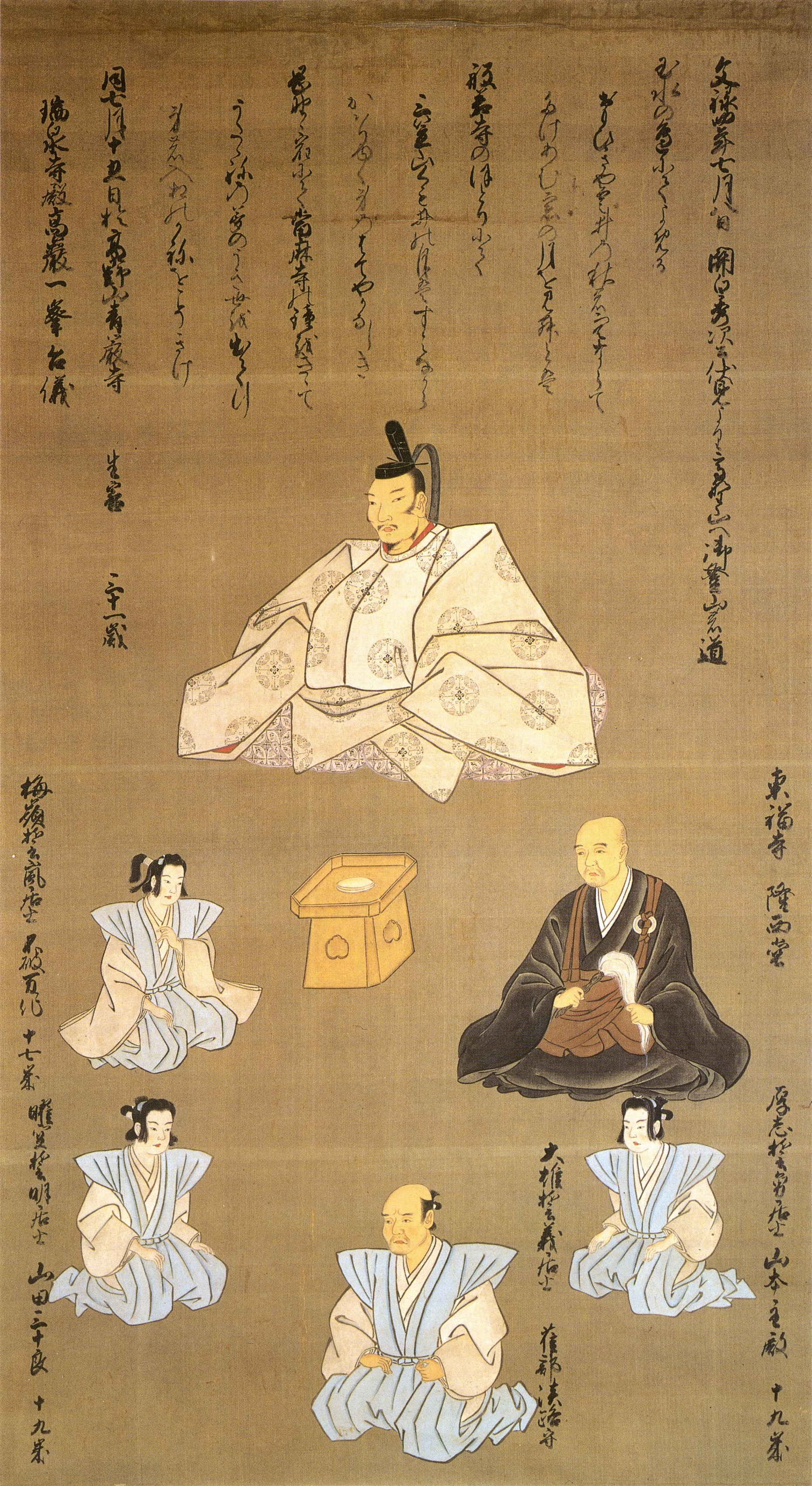
瑞泉寺藏豐臣秀次像，秀次的下方是為其殉死的玄隆西堂、山本主殿助、不破萬作、山田三十郎與雀部重政

- 秀吉在生下秀賴後，因為想要傳位給親生兒子，而後悔把秀次立為繼承人。
- 秀次與菊亭晴季的女兒（一之台（日语：一の台），秀吉的側室，因為得病而返回娘家）相戀，與晴季相談而無對秀吉報告就立為繼室，在石田三成進讒后，秀吉因為嫉妬而要殺死秀次（《川角太閤記（日语：川角太閤記）》）。
- 秀次擔任關白後，曾經半夜到路上殺害路人以玩樂，於是被稱為「殺生關白」（此說真偽難辨）。
- 秀次擔任關白期間，擅自向朝廷給予多額獻金一事，令秀吉和三成等人判斷為謀反的準備。
- 基督教傳教士們在記載中不斷讚揚秀次而貶低秀吉，在這些外國人眼中，秀吉只是一個為滿足個人私慾的貪暴之君，讓秀吉十分惱火。
- 在用兵朝鮮和築城普請等陷入莫大財政赤字的諸大名，向秀次貸款，秀次只好借出了聚樂第所藏的公款，但是這種挪用公款的行為觸怒秀吉，秀次對毛利輝元借出特別多的錢款，輝元完全無法償還，而在得知秀次和秀吉的關係惡化後，恐怕會遭到處分，反而恩將仇報，把向秀次借錢的借據偽造成謀反的誓書送給秀吉，於是秀吉判斷秀次企圖謀反。

總體來說目前多數學者贊同秀賴的出生才是衝擊秀次的主因（其他說法幾近野史），因為秀賴出生後，秀吉與秀次兩人的關係才明顯惡化，而且秀次是秀吉的至親，將秀次滅族的作為，完全可以用「趕盡殺絕」來形容，明顯是為了鞏固秀賴的根基而下的辣手。

### 秀次之死的影響

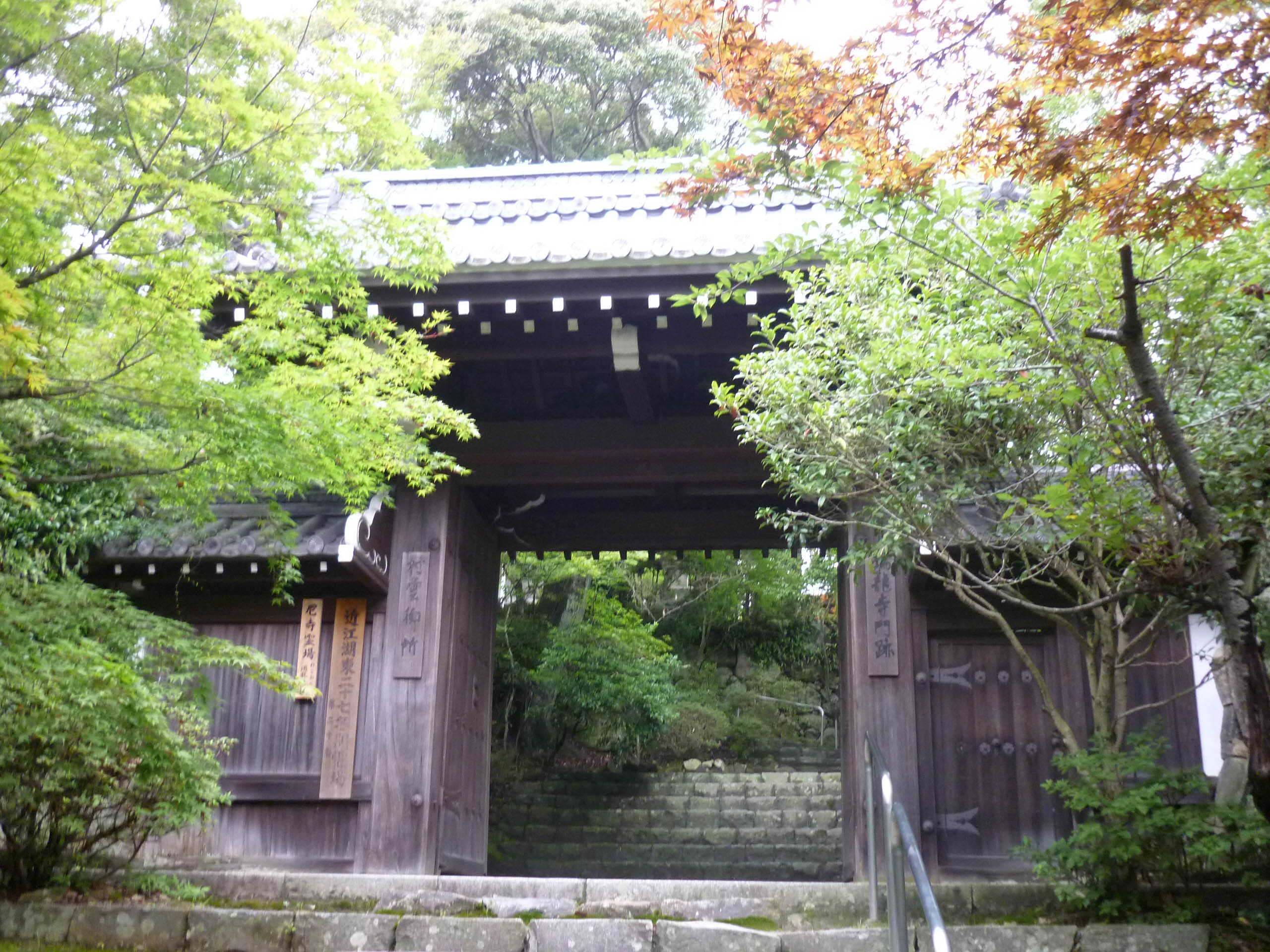
瑞龍寺的山門（八幡山城的虎口跡，秀次的居城）

在古代日本，要求已經出家隱居山林並且不問政事的武將切腹，這種殘忍的事情在當時來說是無法想像的。而且以武家而言，作為天子的後見人、豐臣家的繼承人、並被敬稱為殿下的關白倒台，又如此急速地被命令切腹，對公家社會造成了一定衝撃。而且切腹也罷了，首級亦被梟首示眾，甚而誅連全家三十九人，如此苛烈的處置亦被視為與後來豐臣政權崩壞有一定關係。
豐臣秀次是太閣秀吉晩年在豐臣家中唯一成年的親族，也是豐臣政權的家督及繼承人。但是把秀次和其兒子殺盡，令本來人數已經很少的豐臣家親族變得更加少，在秀吉死後豐臣秀賴陷入完全沒有親屬藩屏的危險狀態。秀次之死也導致了日後豐臣家因繼承人年幼的問題，進而演變成豐臣家崩解和德川家康權傾天下。
還有，在秀次之死中有關係且又令秀吉不滿的大名幾乎全部都在關原之戰中加入德川方成為東軍。一說指出除了在向朝鮮出兵時吏僚派和武斷派的對立外，秀次之死才是豐臣家和豐臣家臣團分裂的決定性因素，造成豐臣政權的政治矛盾，亦是關原之戰的其中一個原因。

### 秀次切腹的主要連坐者
切腹
- 木村重茲（替秀次求情後自殺）
- 木村高成（賜死）
- 前野長康（替秀次求情後自殺）

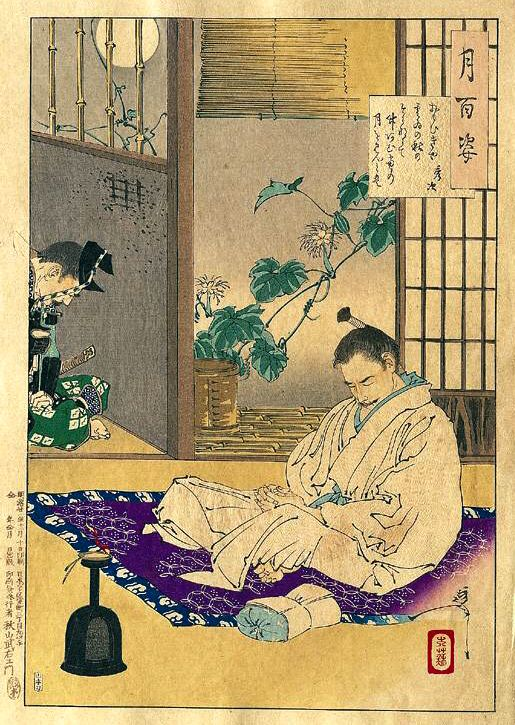
「おもひきや　雲ゐの秋のそらならて　竹あむ窓の月を見んとは」（月岡芳年『月百姿』）高野山的豐臣秀次

- 前野景定（日语：前野景定）（賜死），妻子因是細川忠興長女，經人求情後以出家免死
- 羽田正親（賜死）
- 服部一忠（賜死）
- 渡瀬繁詮（日语：渡瀬繁詮）（賜死）
- 明石則實（賜死）
- 一柳可遊（日语：一柳可遊）（賜死）
- 粟野秀用（日语：粟野秀用）（賜死）
- 白江成定（日语：白江成定）（賜死）
- 熊谷直之（日语：熊谷直之）（賜死）
- 瀬田正忠（日语：瀬田正忠）（賜死）

其他
- 三好吉房（改易、流放）
- 六角義鄉（日语：六角義郷）（改易）
- 木下吉隆（改易、流放）
- 里村紹巴（蟄居）
- 淺野幸長（流放→後來復歸）
- 增田盛次（日语：増田盛次）（蟄居→後來復歸）
- 前野忠康（改仕石田三成）
- 瀧川雄利（日语：滝川雄利）（叱責）
- 荒木元清（日语：荒木元清）（追放）
- 菊亭晴季（流放）
- 土御門久脩（日语：土御門久脩）（流放）
- 小田友治（日语：小田友治）（改易、逃走）
- 玄隆西堂（日语：虎岩玄隆）（殉死）
- 山本主殿助（殉死）
- 不破萬作（殉死）
- 山田三十郎（殉死）
- 雀部重政（日语：雀部重政）（殉死）

公達(兒女)
- 仙千代丸（享年5歲）
- 百丸（享年4歲）
- 十丸
- 土丸
- 露月院（女兒）

妻妾
| 1. 一之台（菊亭晴季之女，享年34歲） 2. 於妻御前（小上﨟，四条隆昌之女，享年16~17歲） 3. 中納言局（享年33或34歲） 4. 於和子（享年18~22歲） 5. 辰之方（享年19歲） 6. 長之方（享年18歲） 7. 阿左古之方（享年19歲） 8. 於萬之前 （多羅尾彦七/多羅治郎左衛門之女，享年23歲） 9. 嫁之方（享年26歲） 10. 於阿子（不明） 11. 伊萬之方（最上義光之女，享年15~19歲） 12. 於世智（秋葉氏/秋庭氏之女，享年30余歲） | 1. 小少将（備前國本郷主膳的女兒 或者其妻子的姪女，享年24歲） 2. 左衛門的後殿 （享年38歲） 3. 右衛門的後殿（享年35歲） 4. 妙心寺尼 （尼姑） 5. 宮之方（享年13歲） 6. 菊之方（享年14~16歲） 7. 於喝食（享年15歲、未成婚） 8. 於松（享年12歲） 9. 於佐伊 10. 古保之方（享年19歲） 11. 於仮名（享年17歲） 12. 竹之方 | 1. 於愛（享年23~24歲） 2. 藤之方（享年21歲） 3. 牧之方（享年16歲） 4. 國之方（享年22歲） 5. 於杉（享年19歲） 6. 於紋（おあや）（雜役） 7. 東殿 （享年61歲、侍女） 8. 御三末 （侍女） 9. 津保見 （不明） 10. 於知母 （不明、可能是乳母） ※數字是處刑順序，斜體為侍女或尼姑 |

逃過此事的主要人物
- 田中吉政
- 中村一氏
- 山内一豐
- 藤堂高虎
- 毛利輝元（被指是這次事件的首謀者之一）
- 堀尾吉晴
- 伊達政宗
- 最上義光（其女駒姬因為是秀次的側室而被牽連）
- 細川忠興
- 淺野長政（在文祿二年（1593年）實際上失勢，因為把家督讓予兒子淺野幸長而沒有受到處分。後來以五奉行的身分復歸）

其中最上、細川、伊達等人因為德川家康出面求情的關係而沒有遭受處罰。

### 關於殺生關白的事實
根據太田牛一的《太閤樣軍記之內》（大かうさまくんきのうち）記載，正親町天皇崩御後不久，秀次便在禁止殺生的比叡山狩獵野鹿，因此被稱為殺生關白，書中記載是在六月八日，但是沒有記載年份。又根據《甫庵太閤記》中記載，這次在比叡山狩獵野鹿的事件就是在正親町天皇死去的同年，不過根據《言經卿記》，這一天秀次在大坂城的山里丸中接受山科言經的探訪，文祿二年（1593年）六月八日這一點亦有錯誤。
其他關於殺生關白的傳聞有：
- 把打獵的收穫送到寺中烹調
- 把鹿肉放入僧侶用作食用的鹽和醋中
- 以練習使用鐵砲的名義射殺在田中工作的農夫
- 捕捉盲人並將其切成肉塊
- 為了確認手感而在夜裡於京的市街不斷斬擊人們
- 把孕婦的肚皮切開並拿出胎兒（傳教士的《日本西教史》）等

其中因為傳教士的記錄亦有關於秀次的亂行，因此秀次被認為的確在行為上有一定的問題，但是因為這些傳聞都是典型用作強調暴君、愚君的行為，因此真實性成疑。加上或許秀次有可能遭遇秀吉冷落、疏遠，而使得秀次自暴自棄作出有違天理的暴行，間接導致秀吉下重手滅門，也不能排除此種可能。

## 人物

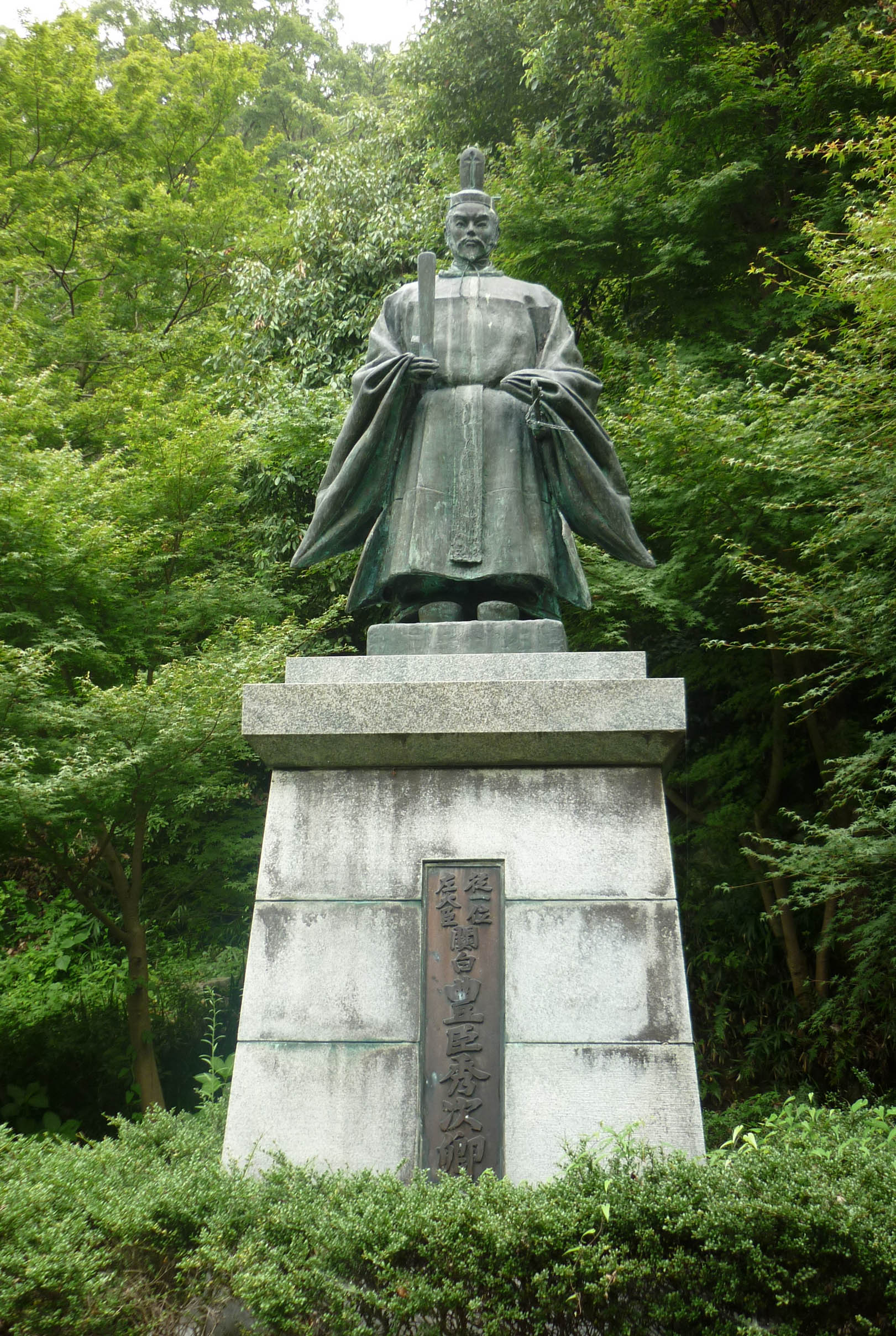
在八幡公園內建立的豐臣秀次像

- 秀次在通説中多數被評價成平庸無能的武將，但是秀次只有過小牧長久手之戰中的一次敗戰，在此後的紀伊征伐（日语：紀伊征伐）、四國征伐、小田原征伐中進攻山中城、奧州仕置等戰事中亦有立下武功，在政務上亦有山內一豐、堀尾吉晴等人輔佐而沒出現過大問題，因此可說是有一定能力，甚至是文武雙全的人物。

- 在秀次事件發生時，豐臣家的譜代家臣前野長康、木村重茲、渡瀬繁詮（日语：渡瀬繁詮）等人都主張秀次無罪，根據《五宗記》記載，石田三成亦替秀次辯護，且家臣、小姓中亦出現許多殉死者，由此可知秀次並非無人望之人。

- 基督教傳教士們對秀次有「這個年輕人與他的伯父（秀吉）完全不同，是個有受萬人敬愛的性格的主人。特別是保持著禁欲，並不是野心家」（この若者は伯父とはまったく異なって、万人から愛される性格の持ち主であった。特に禁欲を保ち、野心家ではなかった）、「有穩重且深思熟慮的性格」（穏やかで思慮深い性質である）等評價（路易斯·弗洛伊斯的「日本史」等），這些評價亦令通説的「殺生關白」形像成疑。

- 與秀吉同樣厭惡男色（男同性戀）。

- 喜愛古筆，亦與許多公家交流，成為當代一流的教養人。在學問上被讚賞的公家手記亦留存至今。另一方面，在野學者藤原惺窩等人對秀次有很低的評價，以「會沾污學問」（学問が穢れる）為理由而拒絕與秀次交往。不過惺窩的父親冷泉為純（日语：冷泉為純）是因為秀吉攻略中國時見死不救而被殺，因此對秀吉的養子秀次作出惡評的可能性亦不能被否定。

- 在武術方面，除了向疋田景兼學習劍術和槍術，亦向長谷川宗喜和片山久安（日语：片山久安）學習劍術，在家臣山本主殿助、山田三十郎、不破萬作切腹時亦親自為他們介錯，亦有鑑定刀劍的形跡。此外亦向吉田重氏（日语：吉田重氏）學習日置流（日语：日置流）弓術，向荒木元清（日语：荒木元清）學習荒木流（日语：荒木流）馬術。喜愛觀看劍術比試，曾邀請武術家在聚樂第用真劍比試。傳聞為秀次所用的「朱漆塗矢筈札紺糸素懸威具足」現今收藏在三得利美術館。

- 鼓勵收集古典並予以保護。在小田原征伐後，前往奧州的秀次收集在中尊寺的大藏經。此外亦帶回足利學校和金澤文庫的書籍。而且把收集得來的日本紀、日本後紀、續日本後紀、文德實錄、三代實錄、類聚三代格（日语：類聚三代格）、實了記、百鍊抄等獻給朝廷。

## 系譜
父母
- 弥助（三好吉房）：尾張国農民（與豐臣秀吉一樣出身無姓階層）。
- 智（瑞龍院日秀）：豐臣秀吉的姐姐。

兄弟
- 豐臣秀勝：先於秀次被秀吉收為養子，繼承於次秀勝，文祿之役期間死於朝鮮巨濟島。
- 豐臣秀保：豐臣秀長養子。

妻子
- 正室：若政所（日语：若政所） - 池田恒興之女
- 繼室：一之台（日语：一の台） - 菊亭晴季之女。
  - 義子（或側室）：於宮 - 實父三條顯實。
- 側室：小上﨟/於妻御前 - 四條隆昌（日语：四条隆昌）（三位中将殿）之女
- 側室：於和子之前 - 尾張国/美濃国日比野清實之女。
  - 長男：仙千代丸（日语：豊臣仙千代丸）
- 側室：於辰之方 - 尾張国星崎城主山口少雲（日语：山口重勝）（重勝）之女（前野長康養女）。
  - 次男：百丸（日语：豊臣百丸）
- 側室：阿左古之方/於佐子之前 - 北野松梅院（禅興或其子禅永）之女。
  - 三男：十丸（日语：豊臣十丸）
- 側室：於長之前 - 竹中重定（竹中與右衛門）之女。
  - 四男：土丸（日语：豊臣土丸）（十一丸）
- 側室：於龜之前/中納言局- 攝津国小濱僧人毫攝寺善助之女（持明院基孝養女）。
  - 長女：露月院（日语：露月院）誓槿大童女
- 側室：小督局 - 和泉国淡輪隆重之女。
  - 三女：於菊（日语：お菊）

- 側室：於伊萬之方 - 最上義光次女。
- 側室：於菊之前 - 攝津国伊丹兵庫頭之女（伊丹忠親之孫）。
- 側室：於園之前/於国之方 - 大島親崇之女。
- 側室：於藤之前 - 大原三河守/大草公重之女。
- 側室：於牧之前/おまさの方 - 齋藤吉兵衛/齋藤平兵衛之女。
- 側室：於松之前 - 右衛門之後殿之女。
- 側室：小少将之前 - 備前国本鄉主膳之女，或女房之姪。
- 側室：於佐伊之前 - 別所吉治客人某之女。
- 側室：おさなの方 - 美濃国武藤長門守之女。
- 側室：おなあの方 - 美濃国坪内三右衛門之女。
- 側室：於喝食之前 - 尾張国坪内市右衛門之女。
- 側室：於輿免之前 - 尾張国住人堀田二郎右衛門之女。
- 側室：於世智之前/おあぜちの前 - 京都住人秋葉氏/秋庭氏之女。
- 側室：於愛之前 - 京衆・古川主膳之女。
- 側室：おとらの方 - 上賀茂的岡本美濃之女。
- 側室：於古保之前 - 近江国鯰江才助/鯰江権之介之女。
- 側室：於萬之前 - 近江国住人多羅尾彦七/多羅治郎左衛門之女。
- 側室：おみやの方 - 近江国住人高橋某之女。
- 側室：おきみの方 - 近江衆某之女。
- 側室：せうせうの方 - 越前衆（或越前守）某之女。
- 側室：おこちやの方 - 最上衆某之女。
- 側室：於阿子之前 - 出自不明。
- 側室：於杉之前 - 出自不明。
- 側室：於竹之前 - 京都一条通的棄兒。
- 側室：於假名之前 - 遊女。

生母不詳的子女
- 次女：八百姬（妙龜童女，許嫁豐臣秀賴）
- 女（梅小路家室）
- 隆清院（真田信繁室）

落胤
- 松花堂昭乘（傳說）

## 秀次的偏諱
秀次亦會像其他大名一樣向有力家臣的兒子等人授予偏諱。接受偏諱的武將有田中吉次、織田長次、増田盛次等。秀次下賜偏諱的方式與其他武將不同，是賜予名字中第二個字（「次」字）。

## 登場作品
小說
- 伴天連見聞錄：殺生關白行狀記（日本評論社、松崎實著）
- 被封印的名君（廣濟堂（日语：廣済堂）、渡邊一雄（日语：渡辺一雄）著）
- 有明之月：豐臣秀次之生涯（廣濟堂、澤田ふじ子（日语：澤田ふじ子）著）
- 豐臣秀次：被抹殺的秀吉後繼者（PHP研究所、羽生道英（日语：羽生道英）著）
- 腕白關白（林檎プロモーション、吉本洋城著）

影視劇
- 忍者（日语：忍びの者#テレビドラマ）（1964年、NET、演：櫻井二郎）
- 太閤記（日语：太閤記 (NHK大河ドラマ)）（1965年、NHK大河劇、演：田村正和）
- 戰國艷物語（日语：戦国艶物語#第二部・淀君編）（1969年、ABC、演：不破潤）
- 大坂城之女（日语：大坂城の女）（1970年、KTV、演：江原真二郎）
- 春之坂道（日语：春の坂道）（1971年、NHK大河劇、演：伊藤孝雄）
- 女人武藏（日语：女人武蔵）（1971年、KTV、演：天田俊明）
- 黃金的日子（日语：黄金の日日）（1978年、NHK大河劇、演：櫻木健一（日语：桜木健一））
- 女太閤記（1981年、NHK大河劇、演：廣岡瞬（日语：広岡瞬））
- 女子們的大坂城（日语：女たちの大坂城）（1983年、YTV、演：泉谷茂（日语：泉谷しげる））
- 德川家康（1983年、NHK大河劇、演：氏家修）
- 真田太平記（日语：真田太平記 (テレビドラマ)）（1985年、NHK、演：堀内正美）
- 獨眼龍政宗（1987年、NHK大河劇、演：陣內孝則）
- 德川家康（日语：徳川家康 (1988年のテレビドラマ)）（1988年、TBS、演：真夏龍吾）
- 獨眼龍的野望 伊達政宗（1993年、ANB、演：田村亮）
- 豐臣秀吉 獲取天下！（日语：豊臣秀吉 天下を獲る!）（1995年、TX、演：坂上忍）
- 秀吉（1996年、NHK大河劇、演：三国一夫）
- 利家與松（2002年、NHK大河劇、演：池内万作）
- 功名十字路（2006年、NHK大河劇、演：成宮寬貴）
- 天地人（2009年、NHK大河劇、演：眞島秀和）
- 寧寧：女太閤記（2009年、TX、演：濱田岳）
- 江~公主們的戰國~（2011年、NHK大河劇、演：北村有起哉）
- 臥龍之天 伊達政宗：被喚為獨眼龍的男人（2013年、BS-TBS、演：関戶將志）
- 軍師官兵衛 （2014年、NHK大河劇、演：中尾明慶）
- 真田丸（2016年、NHK大河劇、演：新納慎也）
- 怎麼辦家康（2023年、NHK大河劇、演：山下真人）